# كينتو ميساو
كينتو ميساو (باليابانية: 三竿 健斗) (16 أبريل 1996 في موساشينو في اليابان – )؛ هو لاعب كرة قدم ياباني سابق كان يلعب كلاعب وسط.

## وصلات خارجية
- كينتو ميساو على موقع الاتحاد الدولي (مؤرشف)  (الإنجليزية)
- كينتو ميساو على موقع رابطة كرة القدم اليابانية للمحترفين (اليابانية)
- كينتو ميساو على موقع إي إس بي إن إف سي (الإنجليزية)
- كينتو ميساو على موقع قاعدة بيانات كرة القدم.إي يو (الإنجليزية)
- كينتو ميساو على موقع ناشيونال فوتبول تيمز (الإنجليزية)
- كينتو ميساو على موقع Soccerbase.com (لاعب) (الإنجليزية)
- كينتو ميساو على موقع Soccerway.com (الإنجليزية)
- كينتو ميساو على موقع عالم كرة القدم.نت (الإنجليزية)
- كينتو ميساو على موقع كووورة
- كينتو ميساو على موقع AS.com (الإسبانية)